# Lachnocnema niveus
Lachnocnema niveus är en fjärilsart som beskrevs av Druce 1910. Lachnocnema niveus ingår i släktet Lachnocnema och familjen juvelvingar. Inga underarter finns listade i Catalogue of Life.

## Bildgalleri

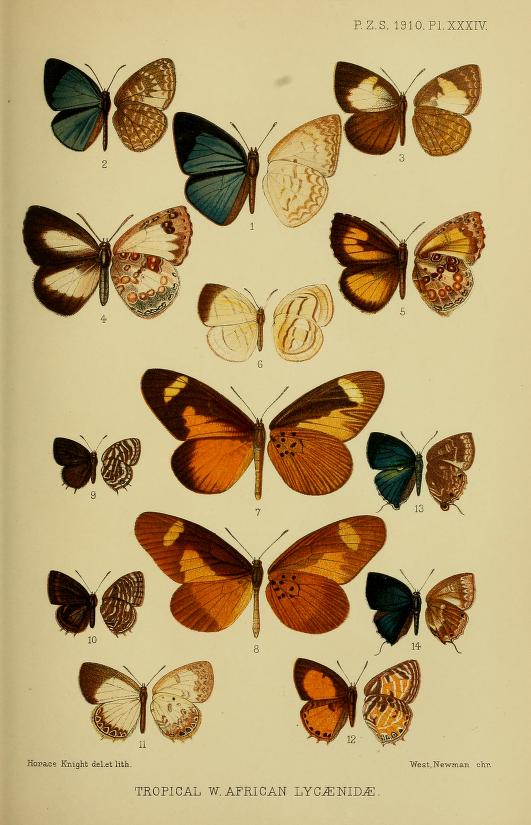